# Hans Jessen
Hans Jessen (født 6. februar 1851 i Flensborg, død 14. juli 1907 i Hellerup) var en dansk chokoladefabrikant og grundlægger.
Grundlagde chokolade- og konfekturefabrikken Galle & Jessen i 1872 sammen med Edvard Galle.
Virksomheden blev grundlagt i en kælder i Store Kongensgade 6. Da produktionen blev for stor flyttede de i 1875 til ejendommen Toldbodgade 15.
I 1884 flytte de så til en stor nybygget fabrik på Lyngbyvej ved Vibenshus Runddel.
I starten lavede de kun bolsjer, men sidenhen gik de mere over til chokolade, marcipan og karameller – hvoraf det førstnævnte er det meste kendte.
Han er begravet på Gentofte Kirkegård.